# Principio de procedencia y orden original
El principio de procedencia y orden original trata de dos términos utilizados en la archivística que se refieren a que los documentos de un fondo documental correspondientes a una institución o persona no deben mezclarse con los de otro fondo. Asimismo, señalan que tiene que respetarse la estructura y la clasificación, los cuales deben responder a la organización y "orden original" en que fueron generados como resultado de las actividades realizadas por sus creadores.  
El uso y aplicación del término configura la orientación y fundamento de la archivística como disciplina y es uno de los elementos que la distingue de la bibliotecología. Estos conceptos rigen la clasificación de los fondos, y aunque ha sido aceptado internacionalmente, también ha sido discutido en sus aplicaciones prácticas. 

## Origen
Uno de los precursores de la idea fue Philipo Ernst Spiers y su obra Von Archiven, de 1777. La primera vez que el "principio de procedencia" se aplicó fue en año de 1791 en Dinamarca. Sin embargo, se considera que el origen del término proviene de Francia, por el historiador Natalis de Wailly en 1841, quien se oponía a la clasificación cronológica de los fondos y a la mezcla de unos con otros, aunque estuvieran relacionados.
Aunque en un inicio se propuso clasificar los documentos por asuntos, esto fue criticado. De manera que en 1881, en Prusia, se dispuso a mantener los documentos en el orden en que habían sido creados por la institución de origen, con lo que nació el principio de "orden original".
"En el Manual holandés, considerado como el primer breviario de archivística moderna, se utiliza la locución francesa respect des fonds para establecer la existencia de una relación natural entre los documentos que, en su origen, pertenecen a un mismo conjunto (Müller, Feith y Fruin, 2003, p. 50). No obstante, en la nota introductoria de Horsman a la versión en inglés, de 2003, del mismo texto se incluye una definición del principio de procedencia elaborada hacia 1908 por Müller, coautor del manual: [el principio de procedencia] constituye el método de las regulaciones del archivo según el cual cada documento debe incorporarse en las secciones que correspondían a su pertenencia cuando el archivo era todavía un organismo viviente"

## Extensión y uso de los términos
A lo largo del siglo XIX el principio comenzó a aplicarse en varios países europeos.
| País     | Año       | Texto                                                               |
| -------- | --------- | ------------------------------------------------------------------- |
| Francia  | 1841      |                                                                     |
| España   | 1860      | Instrucción y bases para el arreglo y clasificación de los archivos |
| Italia   | 1875      |                                                                     |
| Prusia   | 1881      |                                                                     |
| Alemania | 1881-1896 |                                                                     |
| Holanda  | 1898      | Manual para la clasificación y descripción de los archivos          |